# Sun Tower
La Sun Tower est un gratte-ciel résidentiel appartenant au complexe The Gate Shams Abu Dhabi, situé sur l'île de Reem dans la capitale des Émirats arabes unis. Sa construction a duré de 2006 à 2010. La tour s'élève à 238 mètres et comporte 64 étages.